# Taça Intercontinental de Hóquei em Patins de 2014
A Taça Intercontinental de Hóquei em Patins de 2014 foi a 14ª edição da Taça Intercontinental de Hóquei em Patins organizada pela FIRS, disputada entre os vencedores da Liga Europeia de Hóquei em Patins de 2013–14, FC Barcelona, e do Campeonato Sul-Americano de Clubes de Hóquei em Patins de 2013 (edição não oficial), Club Petroleros YPF.

## Ficha técnica
FC Barcelona: 
Cinco inicial: Egurrola, Torra, Pablo Álvarez, Matías Pascual, Barroso 
Suplentes: Panadero, Gual, Raúl Marín .
 Club Petroleros YPF: 
Cinco inicial: Grimalt, Páez, Baielli, Julián Martínez, Lucas Martínez. 
Suplentes: 

## Jogo
| 9 de Outubro de 2014 | FC Barcelona | 6-2 | Club Petroleros YPF                         | Palau Blaugrana, Barcelona |
| 12:00 (GMT)          | 1-0, Barroso (min 17) 2-0, Gual (min 19) 3-0, Pablo Álvarez (min 31) 4-0, Raúl Marín (min 39) 5-1, Pablo Álvarez (min 46) 6-2, Matías Pascual (min 49) |     | 4-1, Baielli (min 41) 5-2, Baielli (min 48) | Árbitro: Pinto e Bonucelli |

| Vencedores Taça Intercontinental 2014 |
| Espanha                               |
| FC Barcelona 5º Título                |